# 2016年聖帕伯利托市場煙火爆炸
2016年聖帕伯利托市場煙火爆炸為2016年12月20日，發生於墨西哥城北部的圖爾特佩克聖帕伯利托市場的煙火爆炸事件，造成至少32人死亡，59人受傷，另外有12人失蹤。圖爾特佩克的煙火工業相當發達，該地煙火生產歷史已達200年，當地人口約65%從事煙火相關產業。聖帕伯利托市場為墨西哥手工煙火的製造中心，於2005年及2006年發生煙火相關爆炸事件後，已實施新的安全法規。

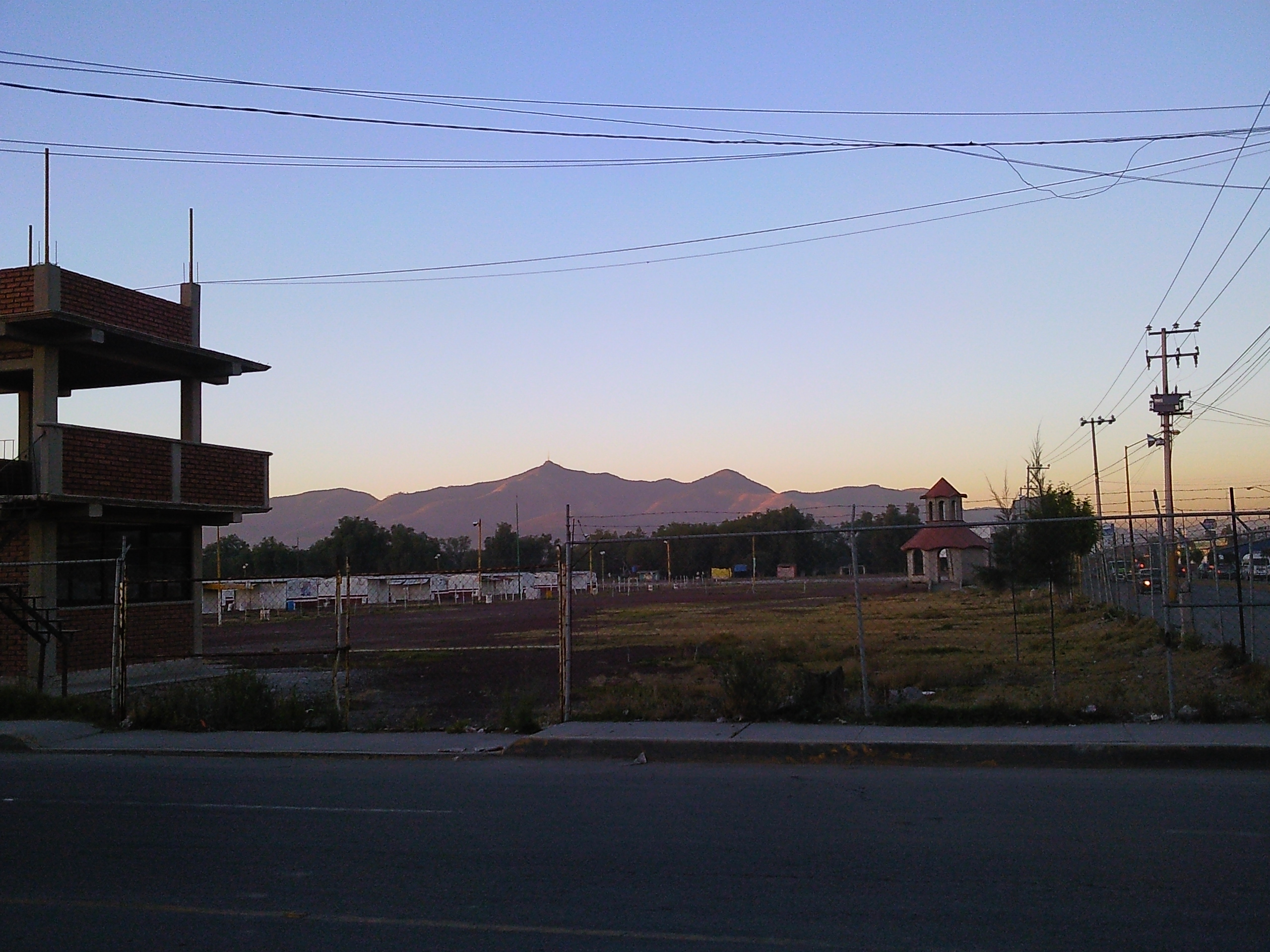
2010年時的聖帕伯利托市場